# Radó Gyula (politikus)
Radó Gyula (Nagyölbő, 1882. március 11. – Szekszárd, 1976. július 28.) ügyvéd, a Demokrata Néppárt országgyűlési képviselője.

## Élete

### Ifjúkora és közszereplővé válása
Bürgner Jakab gazdatiszt és Krausz Mária második gyermeke. Hárman voltak testvérek, bátyja fiatalon elhunyt. Bürgnerről 1889-ben magyarosította a család Radóra a nevét. Izraelita vallásban nevelkedett. 1931-ben megnősülése idején keresztelkedett meg és választotta a római katolikus vallást.
Az elemi iskola elvégzése után a pápai református főgimnáziumban tanult, 1899-ben érettségizett. A budapesti Királyi Magyar Pázmány Péter Tudományegyetem Jog- és Államtudományi Karán 1904-ben szerzett abszolutóriumot, 1906-ban pedig jogi doktorátust. 1910-ben letette az ügyvédi vizsgát, és önálló irodát nyitott Budapesten. Az első világháború kitörése után nem sokkal behívták katonának és tartalékos főhadnagyként az  orosz frontra került. 1915 márciusában Przemyślnél megsebesült és fogságba esett. Elítélt hazai kommunistákért cserébe engedték szabadon. Hazaérkezése után Szekszárdon települt meg szüleit követve, és ott folytatta tovább ügyvédi tevékenységét.

### Politikai pályája
A Függetlenségi és Negyvennyolcas Pártban kezdte meg pártpolitikai tevékenységét. Az Osztrák–Magyar Monarchia felbomlása után 1937-ben csatlakozott ismét politikai párthoz, belépett a Független Kisgazdapártba. Főügyésze lett a Tolna vármegyei szervezetnek. A felesége származása révén (aki egy Illy lány volt) a zsidótörvények nem érintették. A rendőrség azonban politikai okok miatt a  nyilas hatalomátvétel után letartóztatta, majd novemberben a nagykanizsai internálótáborba hurcolták. Csak 1945 márciusában szabadult, akkor tért vissza Szekszárdra.
1945 tavaszán ismét csatlakozott a Független Kisgazdapárthoz. 1947-ben azonban a párt balra tolódása miatt kilépett az FKGP-ből és belépett a Demokrata Néppártba. Az 1947. augusztus 31-i országgyűlési választásokon. A Baranya és Tolna vármegyei listán bejutott az Országgyűlésbe.

### A diktatúra idején
1949 májusától az ÁVH "reakciós személyként" megfigyelés alá helyezte. Számos atrocitás érte politikai múltja miatt, de azért is, mert többek között nem volt hajlandó békekölcsönt jegyezni. Belső száműzetésbe vonult. 1953 februárjában szekszárdi házát lefoglalták, családjával a város melletti szőlőhegyen lévő, komfort nélküli présházba telepítették. Kilakoltatásuk 1956 októberében, a  forradalom napjaiban ért véget.
A forradalomban nem vállalt aktív szerepet. 1957-58-ban azonban a forradalom Tolna megyei vezetőinek perében védte a vádlottakat. Válaszul az Ügyvédeket Felülvizsgáló Bizottság hivatására alkalmatlannak nyilvánította. Alacsony nyugdíja miatt egyéb munkavállalására kényszerült. 1964-től haláláig a Béri Balogh Ádám Múzeum teremőreként dolgozott. 1957 augusztusában a szekszárdi római katolikus egyházközség jogtanácsosává választották.
Közéleti tevékenysége mellett fontos megemlíteni, hogy mind Budapesten, mind Szekszárdon sokat tett a sportkultúra terjesztéséért. Vezetője volt az MTK birkózó szakosztályának. Szekszárdon megszervezte a jégpálya és a városi fürdő és az evezőszakosztály létrehozását.

## Külső hivatkozások
- Az Országgyűlés almanachja 1947-1949, 336-337. o.
- Radó Gyula szócikk. Kereszténydemokrácia Tudásbázis, Barankovics István Alapítvány Archiválva 2014. december 30-i dátummal a Wayback Machine-ben